# 温度循环
温度循环，是一种环境应力测试方法，用于评估产品在温度变化环境中的适应性和可靠性。它通过将样品暴露于预设的高低温交替环境中，模拟产品在实际使用中可能遇到的温度波动，从而检测其在多次温度变化下的性能变化和潜在故障。
温度循环试验，也称为热循环试验或高低温循环试验，是将试验样品暴露于预设的高低温交替环境中，评估样品在温度环境循环或储存后的功能特性变化。这种测试方法通过模拟产品在长期使用过程中经历的温度波动，特别是在自然环境中的变化，检测产品在多次温度波动中的可靠性和稳定性‌。
温度循环试验广泛应用于多个行业，包括电子产品、汽车部件和航空航天设备等。在电子产品中，如手机、电视、计算机等设备，温度循环测试用于评估其电子组件的耐受性。在汽车部件中，如车载传感器、车灯等，测试其在高温和低温环境中快速变化时的表现。航空航天设备则通过温度循环测试确保其在不同高度和温度条件下的可靠性‌